# Cefazolina
La  cefazolina  è un antibiotico semisintetico beta-lattamico con effetto battericida appartenente alla classe delle cefalosporine di prima generazione. La cefazolina sodica è attiva verso una vasta gamma di batteri Gram positivi, tra cui Staphylococcus aureus meticillino sensibile (MSSA) e Streptococcus pneumoniae, Clostridium perfringens, Listeria monocytogenes, è poco attiva sui batteri Gram negativi, mentre come tutti gli antibatterici non è attiva nei confronti di virus e funghi. L'antibiotico è commercializzato in Italia con il nome di Cefamezin, Cromezin e Nefazol, inoltre sono presenti numerosi preparati generici (equivalenti), è venduto in flaconcini monodose da 250 mg, 500 mg e 1000 mg per uso intramuscolare e flaconcini da 1000 mg per uso endovenoso.

## Farmacodinamica e farmacocinetica
La cefazolina è sensibile alla β-lattamasi ed è attiva contro numerosi batteri soprattutto Gram+. La cefazolina raggiunge il picco ematico dopo 60 minuti con un legame proteico dell'84%. L'emivita del farmaco è di 1,8 ore; l'escrezione è principalmente urinaria con il 70% dell'antibiotico e il 30% per via biliare.
La concentrazione nel liquor è scarsa ma aumenta in caso di meningite.

## Indicazioni
La cefazolina viene utilizzata in caso di infezioni da batteri Gram-positivi sensibili tra cui: infezioni dell'apparato respiratorio superiore e inferiore, infezioni otorinolaringoiatriche, infezioni genito-urinarie, infezioni della cute e dei tessuti molli, infezioni ostetrico-ginecologiche, infezioni oftalmologiche, infezioni gastroenteriche, infezioni epatobiliari, infezioni osteoarticolari, infezioni post-chirurgiche, infezioni di origine addominale quali appendiciti e peritoniti batteriche, batteriemie e setticemie, endocarditi batteriche in associazione ad altri antibiotici. Il principio attivo è inoltre indicato nella profilassi antibiotica in chirurgia, nelle operazioni contaminanti o potenzialmente contaminanti, in dose singola (profilassi ultra-short term) o in dosi ripetute (profilassi short term), a seconda del potenziale rischio di infezione.
Spesso efficace contro le infezioni da Neisseria gonorrhoeae.

## Controindicazioni
Sconsigliato in soggetti con insufficienza renale, da evitare in caso di gravidanza e allattamento materno,  ipersensibilità nota al farmaco o in casi di allergia alle penicilline.

## Effetti indesiderati
Gli effetti collaterali sono scarsi, fra i più frequenti si riscontrano senso di agitazione, rash, vertigini, orticaria, cefalea, nausea, diarrea, gastrite, sindrome di Stevens-Johnson, epilessia, epatite, prurito, candidosi vaginale.